# Daniel Bierofka
Daniel Bierofka (Munique, 7 de fevereiro de 1979) é um ex-futebolista e treinador de futebol alemão que jogava como ala-esquerdo. Atualmente, está sem clube.

## Carreira
Embora tivesse iniciado sua carreira no Bayern de Munique, onde chegou em 1994 egresso do Unterhaching, Bierofka não chegou a jogar oficialmente pelo time principal do principal clube da Baviera, tendo atuado somente na equipe reserva entre 1997 e 2001.
Foi no Munique 1860, principal rival local do Bayern, que o jogador viveu sua melhor fase em 2 passagens: na primeira, entre 2000 e 2002, jogou 55 partidas e fez 7 gols; a segunda, que foi a mais bem-sucedida, entrou em campo 138 vezes e balançou as redes adversárias em 20 oportunidades. Ele ainda vestiu as camisas do Bayer Leverkusen e do Stuttgart (onde também chegou a defender o time B entre 2005 e 2006), pelo qual foi campeão alemão na temporada 2006–07. 
Encerrou sua carreira em 2015, após não entrar em campo pelo time reserva do Munique 1860, mas não deixou a equipe - pouco depois da aposentadoria, foi anunciado como treinador do time Sub-16 dos Leões, onde permaneceria até 2015, quando passou a treinar os reservas.
Bierofka, que chegou a treinar o time principal do 1860 2 vezes, ambas em 2016, foi promovido ao comando técnico da equipe no ano seguinte, após o rebaixamento para a terceira divisão, que causou a demissão do português Vítor Pereira. Alegando problemas pessoais, o ex-ala deixou os Leões em novembro de 2019, sendo substituído por Oliver Beer, com quem atuou no Bayern II.

## Carreira internacional
Com passagem pelas equipes Sub-21 da Alemanha entre 1999 e 2001, Bierofka disputou 3 partidas pela seleção principal, todas em 2002. O único gol pela Nationalelf foi contra a Áustria, às vésperas da Copa realizada na Coreia do Sul e no Japão.

## Vida pessoal
Seu pai, Willi, também atuou no Munique 1860 e foi treinador da equipe de 1988 a 1990.

## Títulos
Stuttgart
- Bundesliga: 1 (2006–07)